# Louis Kahn
Louis Isadore Kahn, alla nascita Itze-Leib Schmuilowsky (Kuressaare, 20 febbraio 1901 – New York, 17 marzo 1974), è stato un architetto statunitense, di origini ebraiche..
Emigrato nel 1906 in Pennsylvania, dove conseguì la laurea in architettura nel 1924, aprì nel 1935 un suo primo atelier e nel 1947 iniziò a insegnare alla Yale University, incarico che terminò nel 1957 quando iniziò a insegnare alla scuola di design dell'Università della Pennsylvania. Influenzata dalla monumentalità degli edifici classici e dalle rovine greche e romane, l'architettura di Kahn si concretizzò in edifici dalle solenni forme euclidee e dalla simmetria monolitica, come il Salk Institute o l'edificio del Parlamento bengalese a Dacca.

## Biografia

### I primi anni
Nacque nel 1901 a Kuressaare, nell'isola di Saaremaa, nell'allora governatorato di Estonia dell'Impero russo, da una famiglia di umili origini. All'età di tre anni rimase ustionato al volto a causa di alcuni tizzoni ardenti del camino che diedero fuoco al grembiule che indossava e che gli causarono delle cicatrici che portò per tutta la vita. Nel 1906 si trasferì con i fratelli e la madre Bertha negli Stati Uniti, a Filadelfia, dove il padre Leopold era emigrato nel 1904. Il 15 maggio 1914 divenne cittadino statunitense e l'anno seguente cambiò il suo nome.
Il talento per il disegno gli permise di ottenere una serie di borse di studio che lo mantennero sino alla laurea in architettura ottenuta all'Università della Pennsylvania nel 1924 e iniziò a collaborare con John Molitor, dove grazie alle sue capacità nel 1926 lavorò alla progettazione del Sesquicentennial Exposition. Quattro anni più tardi, intraprese un viaggio in Europa di cui sono conservati un corpus di schizzi, dove rimase particolarmente impressionato dalla cittadina medievale di Carcassone e dai castelli scozzesi, ritenuti esempi di classicismo e modernismo. Tornato negli Stati Uniti l'anno successivo, iniziò a lavorare con Paul Cret, un architetto Beaux-Arts noto per i suoi edifici caratterizzati da un raffinato senso delle proporzioni.

### Le prime opere
Tra il 1930 e il 1932 lavorò nello studio Zantzinger, Boire & Medary, mentre nel 1932 Kahn si unì a Dominique Berninger fondando l'Architectural Research Group. Nel 1935 si iscrisse all'American Institute of Architects (AIA) e aprì un proprio studio a Filadelfia. Durante i successivi anni ebbe diversi incarichi e realizzò alcune opere minori, fino al 1941 quando si associò con George Howe, uno degli architetti più affermati della East Coast. La collaborazione tra i due non portò a risultati significativi e nello stesso anno l'architetto di origini tedesche Oscar Stonorov entrò a far parte dello studio come terzo socio; Howe ne uscì l'anno successivo. Fu Stonorov a far conoscere a Kahn gli edifici e gli scritti di Le Corbusier. Durante la breve collaborazione di Howe, Stonorov e Kahn, lo studio produsse il Carver Court Housing Development a Coatesville, Pennsylvania, per la Federal Public Housing Authority (l'ente federale per l'edilizia residenziale pubblica), il cui lessico si sarebbe ritrovato in seguito nei progetti residenziali di Kahn.

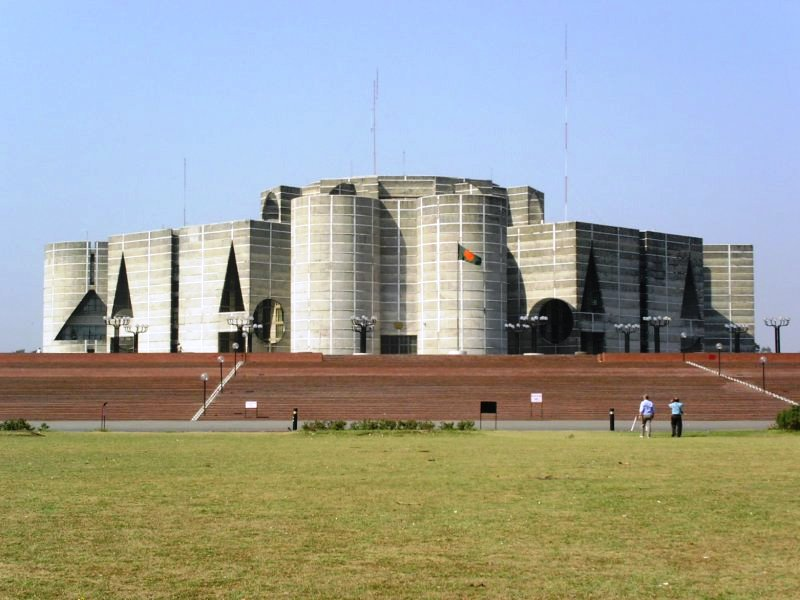
Il Jatiya Sangsad Bhaban, Dacca, sede del parlamento bengalese.

Nel 1947 Kahn, assunto da Howe, allora direttore del dipartimento di architettura, iniziò ad insegnare progettazione alla Yale University. Iniziò a tenere conferenze ed esporre le idee per iscritto. In questo periodo l'attività di progettista di Kahn passò quasi inosservata ma l'incarico di docente, la commessa per l'ampliamento di Yale, ottenuta qualche anno dopo, e l'attribuzione del prestigioso Rome Prize, misero Kahn in condizione di riprendere l'attività progettuale. Nel 1953 divenne membro onorario dell'American Institute of Architects e solo all'età di circa cinquant'anni iniziò ad affermarsi nel campo dell'architettura. Nel giro di un decennio Kahn divenne una figura di fama mondiale, diventando un esponente di primo piano dell'architettura moderna americana, al quale si deve la rilettura dell'insegnamento contemporaneo della disciplina. Kahn non aveva studiato la dottrina modernista dell'International Style; aveva invece una solida formazione tradizionale Beaux-Arts; proprio questo aspetto gli consentì di lavorare come progettista ai margini dell'International Style, per poi emergere come figura trainante con una visione propria alla metà del secolo.
Nel 1959 tenne emblematicamente il discorso conclusivo all'ultimo CIAM (Congresso Internazionale di Architettura Moderna), ad Otterlo nei Paesi Bassi, intitolato New Frontiers in Architecture ("nuove frontiere nell'architettura"), con il quale siglò la conclusione dell'esperienza portante del primo Movimento Moderno. Nel 1961 invece ricevette una sovvenzione dalla Graham Foundation for Advanced Studies in the Fine Arts per studiare il movimento del traffico di Filadelfia e per ristrutturare la viabilità della città. In questi anni, si susseguirono prestigiosi incarichi, tra cui l'Istituto di ricerca di Jonas Salk (1959), la sede del Parlamento del Bangladesh a Dacca (1962), il centro congressi a Venezia (1969) e la Sinagoga Hurva di Gerusalemme (1968).
Numerosi i riconoscimenti tra cui si possono citare la medaglia d'oro dell'American Institute of Architects (1971) e la Royal Gold Medal (1972).

### La svolta degli anni '50: la Yale University Art Gallery e la City Tower

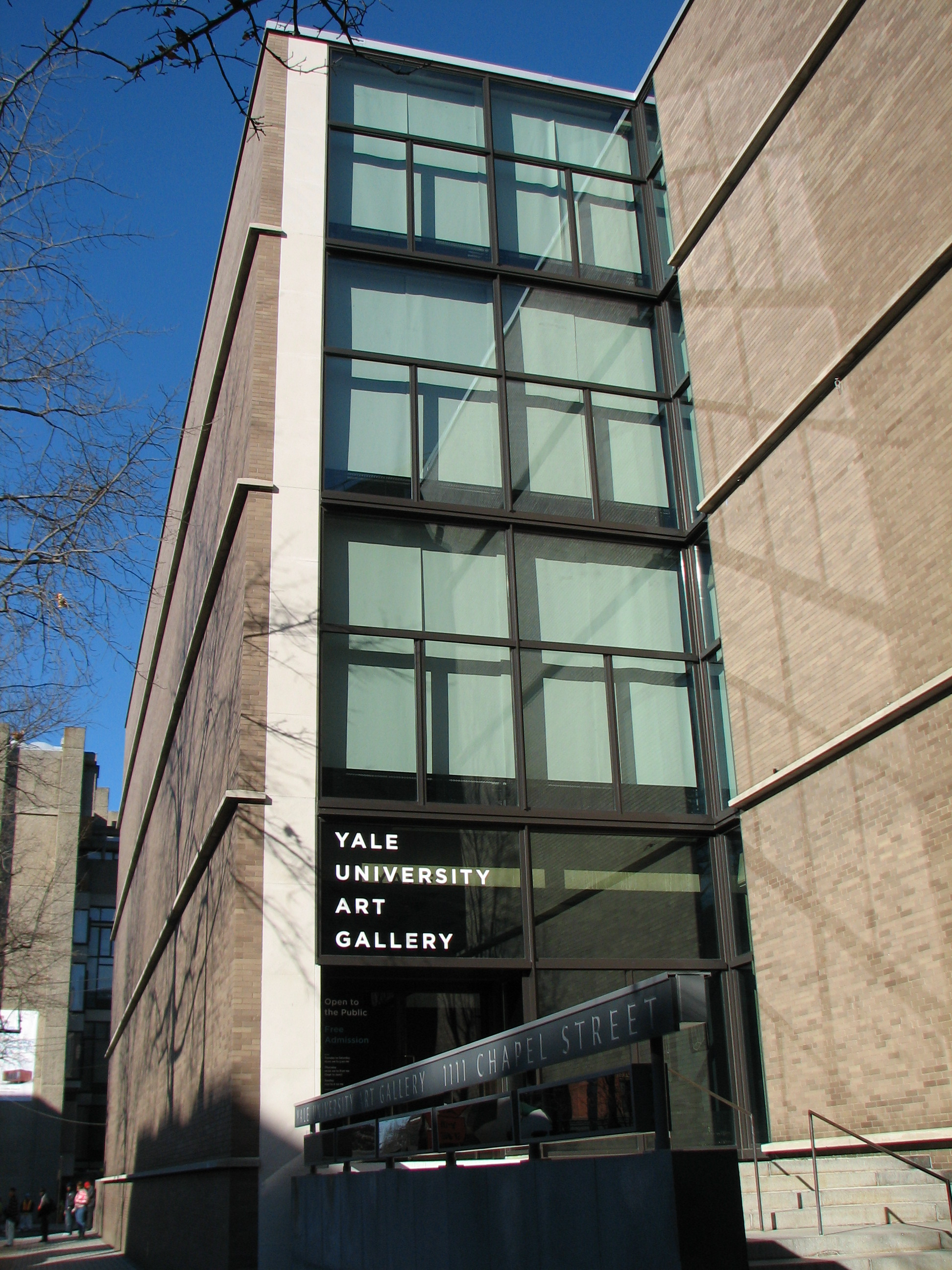
L'Art Gallery dell'Università di Yale, New Haven.

Un passaggio molto importante della sua vita, e soprattutto nella sua formazione di architetto, fu probabilmente il viaggio che fece tra il 1950 e il 1951 nel Mediterraneo, e il suo soggiorno all'American Academy di Roma, quando Kahn iniziò un nuovo corso alla sua vita professionale. Scrive al suo studio il 6 dicembre 1950:
Tra il 1951 e il 1953 Kahn si occupò dell'ampliamento della galleria d'arte della Yale University, opera che illustrò il nuovo pensiero dell'architetto. Dalla configurazione triangolare della scala pubblica all'interno di un vano cilindrico fino alle casseforme di metallo tetraedriche per gettare i solai di calcestruzzo, la struttura consisteva in forme geometriche pure. L'edificio era il prodotto del soggiorno di Kahn a Roma e del suo studio dell'antichità in Europa. Complessivamente questi aspetti indicavano un cambiamento fondamentale nella sua ideologia e nella sua pratica della disciplina, che ne fece un esponente di primo piano dell'architettura moderna americana.
Contemporaneamente all'ampliamento della Yale University Art Gallery, Kahn progettò la City Tower per il Tomorrow's City Hall (1952-1957), in collaborazione con la socia Anne Tyng. Rimasto sulla carta, l'edificio illustra chiaramente la visione dell'architetto, disposto ad abbandonare l'International Style per una nuova architettura moderna, contestuale e critica. Questo grattacielo presenta numerosi aspetti della nuova visione di Kahn, in particolare l'approccio seriale risultante in caratteristiche macrostrutturali. Il progetto si può intendere come un ponte "ideologico" tra il pensiero avanguardista di Buckminster Fuller degli anni trenta e i movimenti di avanguardia degli anni sessanta in Europa (Archigram) e in Giappone (metabolism), dove i concetti di molteplicità e monumentalità si tradussero in macrostrutture che criticavano e sviluppavano il principio modernista secondo cui "la forma segue la funzione".

### Il concetto di "monumentalità"

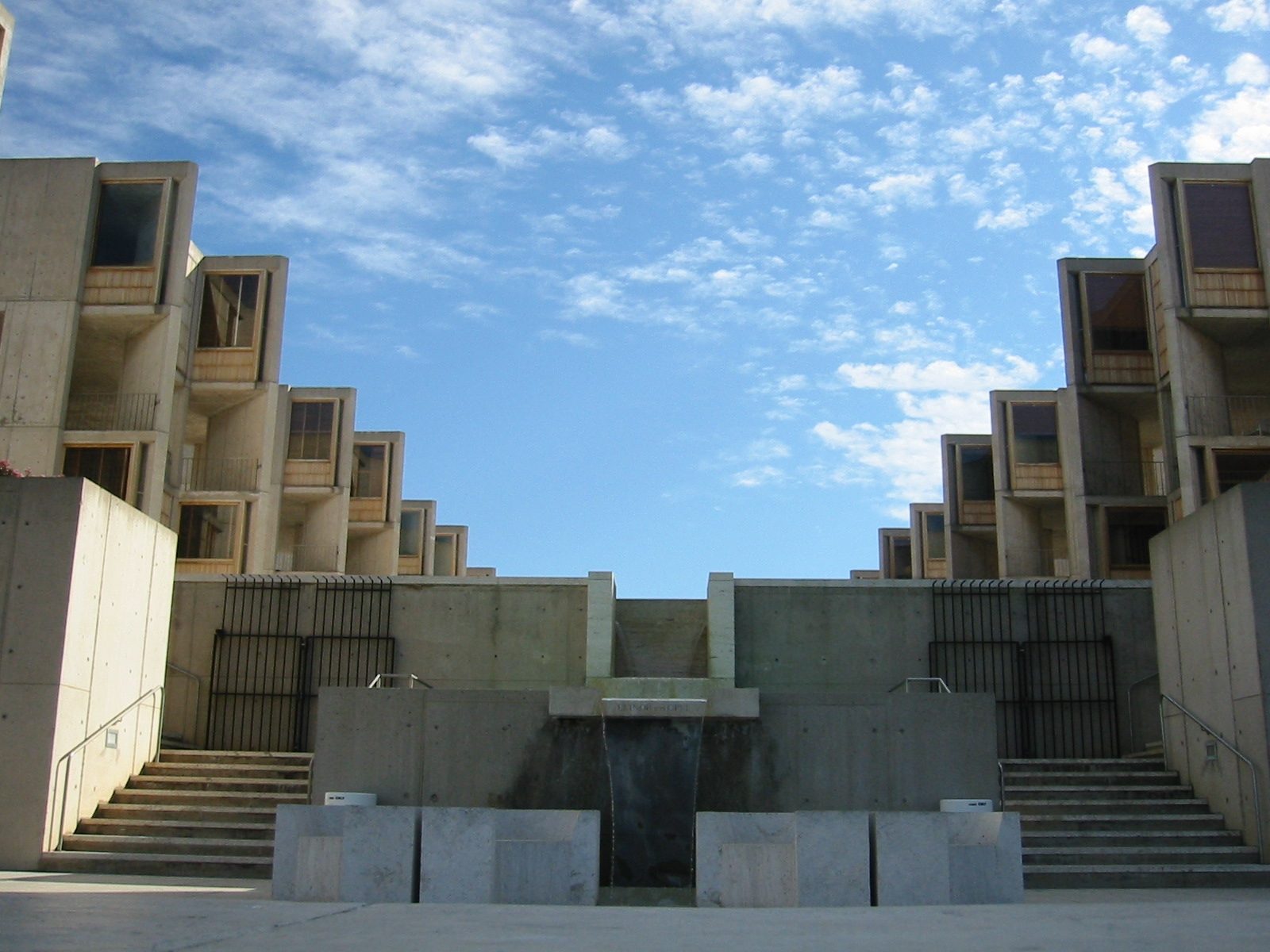
Il Salk Institute, La Jolla, California

Il senso dello storicismo di Kahn è legato alla vocazione monumentale. L'interesse verso la massa del muro e la forza della materia lo rese lontano dai suoi contemporanei, come i funzionalisti che parlavano in termini di leggerezza, trasparenza, movimento e bandirono termini come robustezza e forza, sinonimi di regimi passati. Per i venticinque anni successivi, Kahn progettò e costruì quanto aveva visto in quel periodo di soggiorno nei luoghi di antiche civiltà.
Gli schizzi che fece di rovine egiziane, greche e romane varranno una vita d'architetto; la forza spettrale delle ombre proiettate sui volumi ciechi, il buio assoluto che riempie i vani dei livelli inferiori, il cielo scrutato attraverso le aperture di quelli superiori sono vissute come un'esperienza architettonica.
Le caratteristiche di serialità (la reiterazione delle masse) e monumentalità vennero a contraddistinguere in misura crescente l'opera successiva di Kahn, concretizzandosi in edifici dalle solenni forme euclidee.
Un ritorno al "primitivo", all'interesse per le piramidi, per i dolmen, per le colonne dei templi greci, per le opere romane; Kahn non cercava l'originalità o l'impiego di nuovi materiali, bensì si sforzava di esprimere la pesantezza come legge della natura per meglio modulare lo spazio e la luce con una struttura perenne. Sia le costruzioni a padiglione che delimitano il cortile del Salk Institute for Biological Studies, sia l'effetto semplice e ritmico della First Unitarian Church and School che ricorda le rovine dell'antica Roma o della simmetria monolitica del parlamento di Dacca, contribuiscono a conferire agli edifici di Kahn maggiore spiritualità.

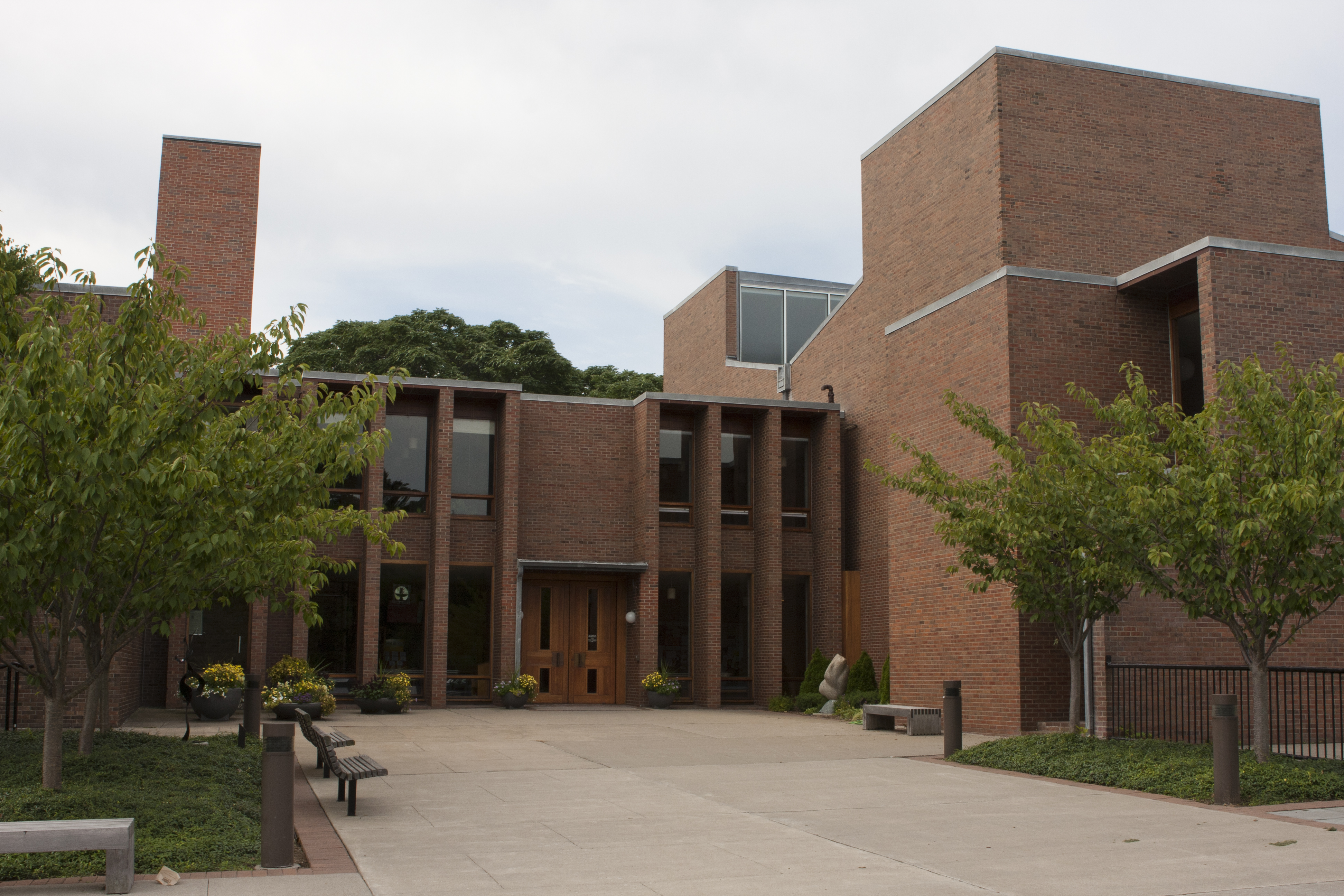
L'entrata della First Unitarian Church and School di Rochester.

Molti dei suoi progetti, soprattutto quelli in Pakistan e Bangladesh, evocano un senso di atemporalità. La massa ipergeometrica di questi progetti sfidava le dimensioni architettoniche normative, con vaste aperture circolari o triangolari che bucavano superfici più ampie. A un esame più attento, risultava che queste forme derivavano il loro lessico formale dall'essere realizzate con materiali semplici, come mattoni o calcestruzzo.
Gli edifici appaiono per quello che sono, non vengono rivestiti in alcun modo, per Kahn una struttura deve rappresentare in maniera chiara il sistema d'assemblaggio di ogni pezzo (a volte evidenziando con marmo i segni delle casseforme), confermare ogni caratteristica e ruolo dei singoli elementi, portanti o secondari.
Il genio di Kahn rappresenta un'autentica rarità nella teoria e pratica dell'architettura. La sua visione, le sfide che si era posto, la sua perseveranza sono espresse al meglio nella conclusione del suo saggio del 1944 Monumentality, nel quale illustra gli ideali che avrebbe conseguito trent'anni dopo:

### Vita privata

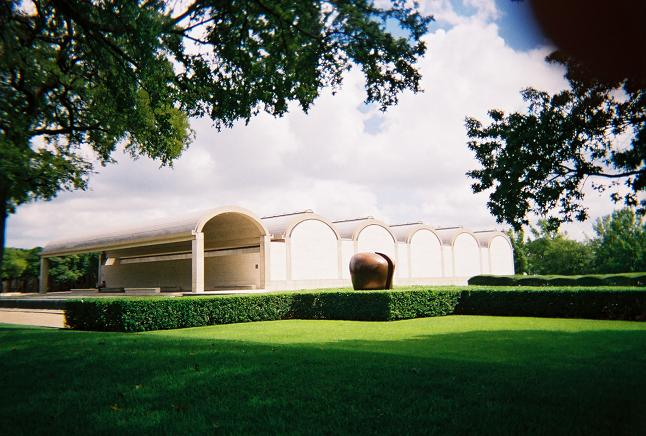
Il Kimbell Art Museum

Durante la sua vita Kahn ebbe tre figli da tre donne diverse, con la prima delle quali rimase sposato fino alla morte. Nel 1930 sposò Esther Virginia Israeli; la figlia avuta da lei, Sue Ann, nacque nel 1940. Nei primi anni '50 l'architetto intrecciò una relazione con la più importante collaboratrice del suo studio, Anne Griswold Tyng, la cui influenza su Kahn si riscontra in molti progetti, dall'ampliamento della Yale University al Jewish Community Center (1959) di Trenton, New Jersey. La loro figlia, Alexandra Tyng, nacque nel 1954. Anne iniziò a lavorare per Kahn nel 1945, quando era socio di Stonorov. Anne rivela che nel 1960 il loro rapporto divenne "platonico", lasciando intendere che Kahn era già legato ad un'altra donna. La nuova amante era un'altra progettista di talento del suo studio, Harriet Pattinson, che lavorava su un altro piano. Pattinson ebbe un ruolo fondamentale nella progettazione del Kimbell Art Museum (1972) di Fort Worth in Texas; anche da questa donna Kahn ebbe un figlio, Nathaniel, nato nel 1963.
Tyng e Pattinson rimasero entrambe socie dello studio una volta chiusa la relazione con Kahn. La vita dell'architetto ruotava intorno a tre famiglie; questa sua esistenza frammentata assunse una dimensione ironica al momento della sua morte avvenuta nel 1974, quando fu stroncato da un infarto nella toilette degli uomini alla Pennsylvania Station di New York al ritorno da Ahmedabad per una supervisione del cantiere dell'Istituto Indiano di Amministrazione che veniva realizzando insieme al parlamento di Dacca. Aveva con sé soltanto il passaporto, nel quale però aveva cancellato l'indirizzo, così non poté essere identificato per tre giorni, finché il suo studio non riuscì a ricostruire i suoi ultimi spostamenti. Al funerale fu la prima volta che i suoi figli si trovarono tutti riuniti, ma sarebbero passati venticinque anni prima che si incontrassero di nuovo per raccontarsi i ricordi d'infanzia legati al padre, in vista del film documentario intitolato My Architect (2003) che il figlio Nathaniel si accingeva a girare.

## Gli studi e lo stile di Louis Kahn

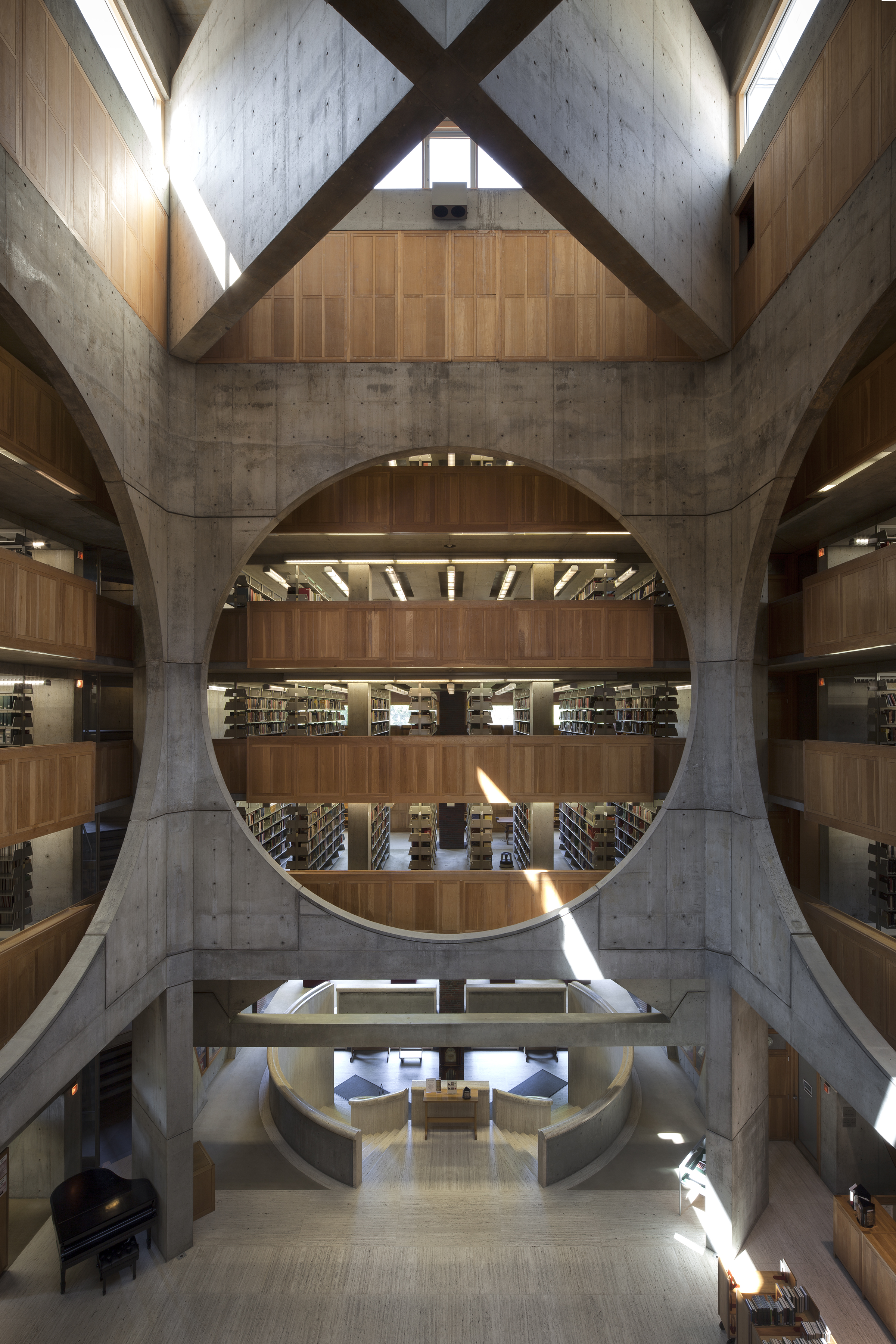
La biblioteca della Phillips Exeter Academy.

Per pochi altri architetti si può parlare propriamente di ricerca, ma nell'opera di Louis Kahn l'attività teorica, quella didattica e quella professionale si fondono in un risultato unitario. In sintesi, il suo contributo si articola secondo due punti.
Innanzitutto Kahn configurò, secondo una consuetudine comunemente accettata, il primo superamento delle teorie del Movimento Moderno, sebbene egli sia stato un architetto che operò nel solco del movimento stesso, quindi lontano dall'approccio storicista antimoderno. Il principio fondamentale del Movimento Moderno, espresso dal noto slogan "la forma segue la funzione", viene rovesciato: in Kahn è la funzione che prende corpo all'interno di una forma, che è in primo luogo lo specchio dell'"ordine". In altre parole Kahn sembra postulare una forma generale, che si concretizza con uno schema planimetrico razionale, e utilizzarla per soddisfare una necessità d'uso. Tale processo è ben chiarito dai famosi schizzi per la First Unitarian Church.
Altra questione è l'attitudine, si potrebbe definire, maieutica che Kahn pratica sia come pedagogo che come artista. Egli non si stanca di porre domande sull'essenza delle cose, ne ricerca l'origine, il fondamento, e crede fermamente che in questo lavoro risieda la più autentica fonte di ispirazione. L'architettura sorge dal porsi domande su cosa è l'architettura, secondo un moto perpetuo. In questo senso egli dichiara:
In definitiva se Kahn è lontano da un approccio mistico, quale quello dell'architettura espressionista, la sua opera rappresenta una risposta ad una necessità di una nuova spiritualità.
Le opere di Louis Kahn hanno significativamente influenzato l'International Style; conosciuto per la sua capacità di creare architetture monumentali e per la sua sensibilità, quasi "poetica", nello studio degli spazi, infuse tutti i suoi progetti con il suo profondo personale coinvolgimento. Isamu Noguchi lo ha definito "un filosofo tra gli architetti". I suoi lavori si rivelarono spesso tecnicamente innovativi e altamente raffinati.
Kahn si interessò notevolmente degli "spazi servi", cioè degli ambienti che hanno un ruolo di supporto al resto delle strutture, come scale, corridoi, oltre ai servizi igienici e ogni altro spazio che ha "funzioni tecniche", come cantine e ripostigli. Tra i materiali da lui utilizzati maggiormente, vi erano mattoni rustici e il cemento scoperto, in contrapposizione a superfici altamente raffinate come il travertino. Oltre alla sua influenza sugli architetti contemporanei, come Muzharul Islam e Tadao Andō, alcune sue opere, in particolare il City Tower Project di Filadelfia, ispirarono i maggiori esponenti dell'architettura high-tech della seconda metà del XX secolo, come Renzo Piano, Richard Rogers e Norman Foster. Tra i suoi apprendisti e collaboratori vi sono stati Muzharul Islam, Moshe Safdie, Robert Venturi e Jack Diamond.

## Opere e progetti significativi

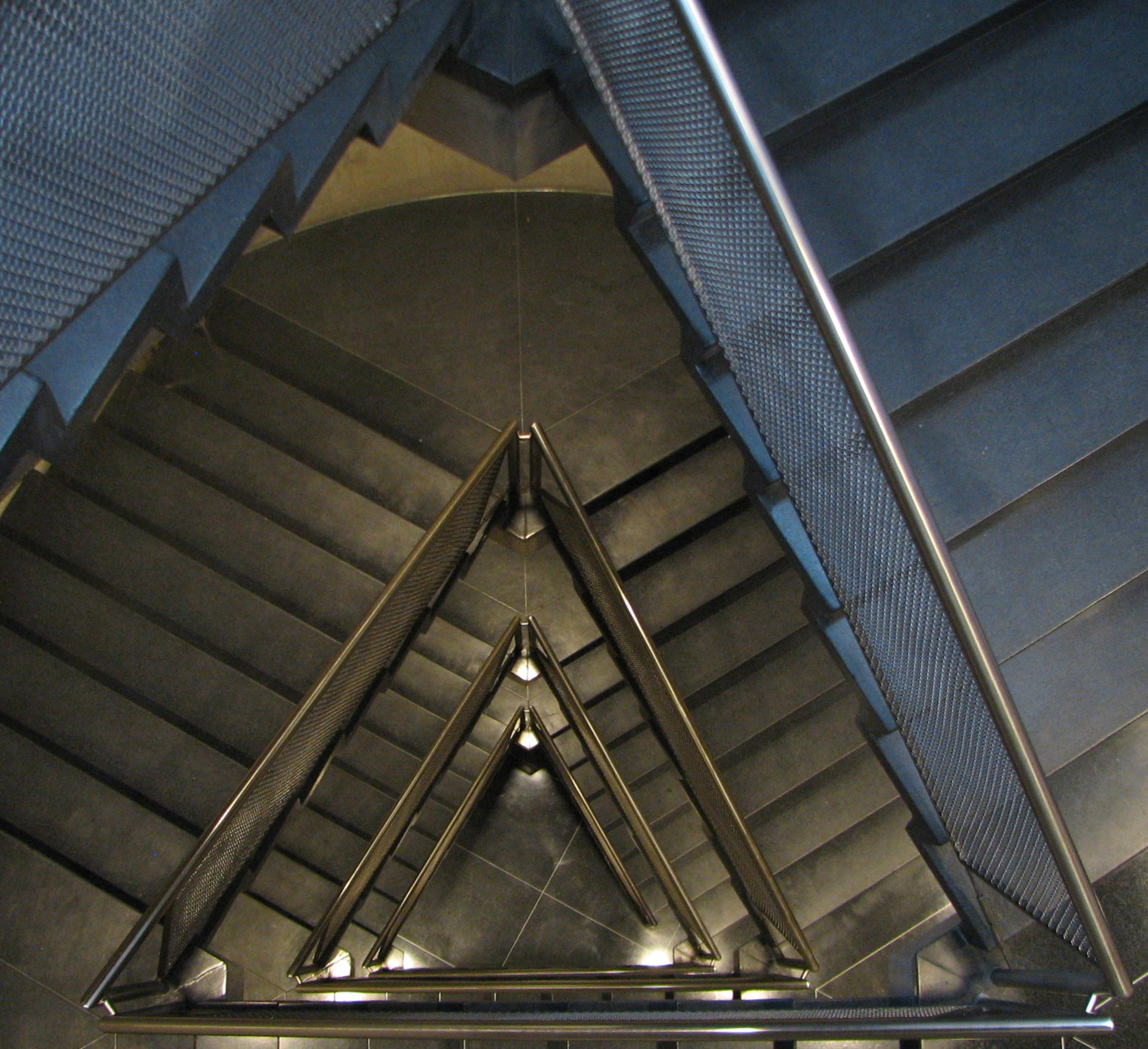
La scalinata triangolare della Yale University Art Gallery.

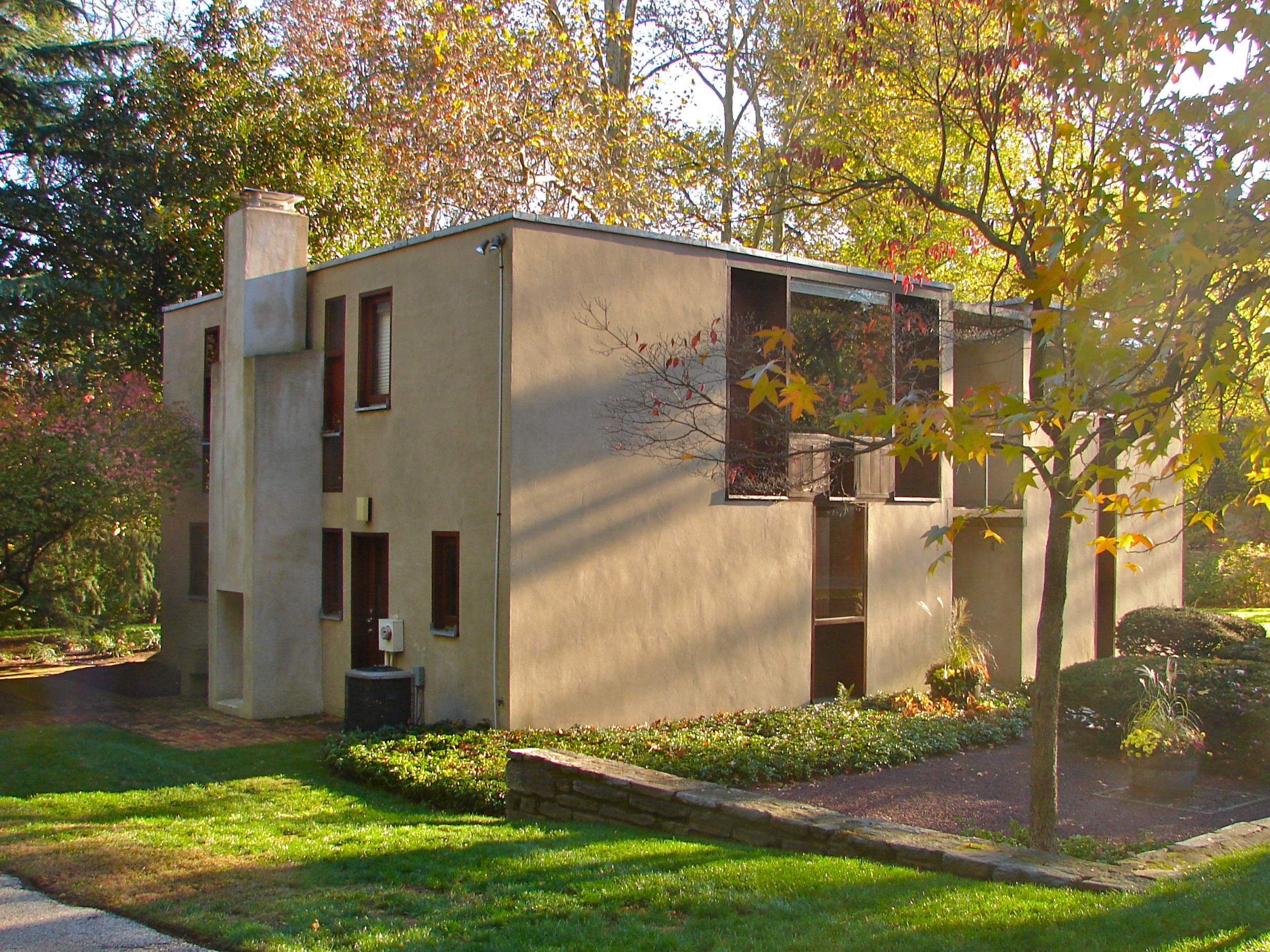
Esherick House, Chestnut Hill, Filadelfia, Pennsylvania.

L'IIM Ahmedabad.

Di seguito si riportano tutti i progetti di Louis Kahn:
- 1935 – Jersey Homesteads Cooperative Development, Hightstown, New Jersey.
- 1940 – Jesse Oser House, 628 Stetson Road, Elkins Park, Pennsylvania.
- 1947 – Phillip Q. Roche House, 2101 Harts Lane, Conshohocken, Pennsylvania.
- 1951/53 - Art Gallery dell'Università di Yale, New Haven, Connecticut.
- 1952 – City Tower Project, Filadelfia, Pennsylvania (non costruito).
- 1955-57 Edificio per il Trenton Bath House, 999 Lower Ferry Road, Ewing, New Jersey
- 1956-62 - Progetto per la viabilità del centro di Filadelfia.
- 1956 – Wharton Esherick Studio, 1520 Horseshoe Trail, Malvern, Pennsylvania (progettato con Wharton Esherick)
- 1957/62 – Fred E. and Elaine Cox Clever House, 417 Sherry Way, Cherry Hill (New Jersey)
- 1957/64 - Centro di Ricerche Mediche Newton-Richards, Goddard, Filadelfia.
- 1957/65 - Newton Richards Medical Research Building, Filadelfia.
- 1958/62 – Tribune Review Publishing Company Building, 622 Cabin Hill Drive, Greensburg, Pennsylvania.
- 1959/61 – Esherick House, 204 Sunrise Lane, Chestnut Hill, Filadelfia, Pennsylvania.
- 1959/65 - Salk Institute for Biological Studies, La Jolla (San Diego), California.[36][37]
- 1959/69 - First Unitarian Church and School, Rochester, New York.
- 1960/65 – Dormitori Erdman Hall Dormitories, Bryn Mawr College, Morris Avenue, Bryn Mawr, Pennsylvania.
- 1960/67 – Fisher House, 197 East Mill Road, Hatboro, Pennsylvania.
- 1961/75 – Point Counterpoint II, chiatta usata dalla American Wind Symphony Orchestra.
- 1962/75 – Indian Institute of Management, Ahmedabad, India.
- 1962/83 - Sede del Parlamento del Bangladesh, Dacca, Bangladesh.
- 1963 – Tenuta del Presidente, Islamabad, Pakistan (non realizzata).
- 1963 - Indian Institute of Management, Ahmedabad, India.[38]
- 1965/72 - Biblioteca e Mensa della Phillips Exeter Academy, Exeter, New Hampshire.[39]
- 1966/70 - Stabilimenti Olivetti, Harrisburg.
- 1966/72 - Museo Kimbell, Fort Worth, Texas.
- 1968 - Sinagoga Hurva (non realizzato), Gerusalemme.
- 1969 - Palazzo dei Congressi, (non realizzato) Venezia.
- 1969/74 - Yale Center for British Art, New Haven.[40]
- 1971/73 – Steven Korman House, Sheaff Lane, Fort Washington, Pennsylvania.[41]
- 1973 - Franklin Delano Roosevelt Memorial (Franklin D. Roosevelt Four Freedoms Park), Roosevelt Island, New York (realizzato 2010-2012)
- 1973 – The Arts United Center, Fort Wayne, Indiana.
- 1979/81 – Libreria Flora Lamson Hewlett della Graduate Theological Union, Berkeley, California.[42]

## Scritti
Louis Kahn non lasciò testi compiuti ma un ampio inventario di articoli e interviste. Qui di seguito alcuni titoli:
Tradotti in italiano
- Louis Kahn, idea e immagine, a cura di Christian Norberg-Schulz, Roma, Officina, 1980.
- Architettura è. Louis I. Kahn, gli scritti, a cura di Maria Bonaiti, Milano, Electa, 2002.
- Louis I. Kahn. L'uomo, il maestro. Testo inglese a fronte, a cura di Alessandra Latour, Roma, Kappa, 1986.

In inglese
- Urs Büttiker, Louis I. Kahn: Licht und Raum - Light and Space, Basel, Birkhäuser, 1993.
- Alexandra Tyng, Beginnings: Louis I. Kahn's Philosophy of architecture, New York, John Wiley & Sons, 1984.

## Filmografia
- Nathaniel Kahn, My architect. Alla ricerca di Louis Kahn, DVD, con libro, Milano, Feltrinelli, 2005.